# (1891) Gondola
(1891) Gondola est un astéroïde de la ceinture principale.

## Description
(1891) Gondola est un astéroïde de la ceinture principale. Il fut découvert le 11 septembre 1969 à l'observatoire Zimmerwald par Paul Wild. Il présente une orbite caractérisée par un demi-grand axe de 2,71 UA, une excentricité de 0,07 et une inclinaison de 11,5° par rapport à l'écliptique.

## Compléments